# داوود بنیامین کلدانی
داوود بنیامین کلدانی یا عبد الاحد داوود اسقف کلیسای کاتولیک رم در میان فرقه عیسویان کلدانی متحده بود. وی در سال ۱۸۶۷ در ارومیه (ایران) متولد شد؛ تحصیلات مقدماتی خود را در این شهر گذراند و بعدها در خارج از ایران به دریافت درجهٔ علمی بی. دی (لیسانس الهیات) مفتخر شد. مدت سه سال (در فاصله سال‌های ۱۸۸۶–۱۸۸۹)عضو فعال هیئت آموزشی میسیون اسقف اعظم کانتربوری در میان عیسویان آسوری (نسطوری) بود. در سال ۱۸۹۲ کاردینال وون او را به رم اعزام داشت و او در کالج تبلیغ فیده مدت ۳ سال به مطالعات و پژوهش‌های فقهی و فلسفی مشغول بود و در سال ۱۸۹۵ رسماً به مقام قسیسی (کشیشی) کلیسای کاتولیک ارتقا یافت. در ۱۸۹۷ اساقفه اعظم ارومیه و سلماس وی را به نمایندگی کلیساهای شرق برای شرکت در کنگرهٔ عشای ربانی که به ریاست کاردینال پرو در شهر پاره لومونیال در فرانسه تشکیل می‌شد اعزام داشتند که داوود بنیامین در این کنگره بزرگ نطق مهمی ایراد کرد که در مجموعه سخنرانی‌های کنگره چاپ شد.
در سال ۱۹۰۳ بار دیگر به انگلستان رفت و به عضویت انجمن موحدین درآمد و در سال ۱۹۰۴ از سوی انجمن موحدین بریتانیایی و خارجی مأمور انجام فعالیت‌های آموزشی و روشنگرانه در میان قوم خود شد ولی در هنگام بازگشت از انگلستان به ایران در استانبول توقف کرد و پس از چندین ملاقات و گفتگو با علمای اسلام رسماً به دین اسلام درآمد و نام عبد الاحد داوود را برای خود انتخاب کرد.
چنانچه از نتایج پژوهش‌ها و آثارش آشکار است عبد الاحد به زبان‌های عبری، آرامی (سریانی)، لاتین، یونانی، ارمنی و عربی تسلط داشته و به زبان‌های فرانسه، انگلیسی، فارسی، ترکی و آرامی مقاله و کتاب نوشته است و در زمینه زبان و زبانشناسی به معنای اعم از نعمت و نبوغ خاصی برخوردار بوده.
او که اروپا را زیر پا گذارده، در واتیکان ردای اسقفی به تن کرده و می‌توانسته به مقامات عالی تر کلیسایی نایل شود، پس از زیر و رو کردن کتب و رسالات عهود عتیق و جدید و پیشگویی‌های انبیای سلف به حقانیت رسالت خاتم النبیین یعنی محمد ایمان آورده و مسلمان می‌شود.
پس از گرویدن به دین اسلام مجموعه مقالاتش در مجله ((Islamic review)) چاپ می‌گردید. این مقالات نخستین بار در سنگاپور و مالزی به شکل کتاب چاپ شدند. این کتاب در سال 1361 در کتابی به نام محمد در تورات و انجیل، به زبان فارسی منتشر شدند.
وی در مقالات یاد شده با انتقاد از تثلیث مسیحیت، ریشهٔ اختلاف مسیحیت با اسلام را در توحید می‌داند و همچنین به تفسیر و شرح بخش‌هایی از عهدین می‌پردازد که به اعتقاد او دلالت بر پیامبر اسلام دارد.